# Bulak
Bulak é um kecamatan (subdistrito) da cidade de Surabaia, na Província Java Oriental, Indonésia.

## Keluharan
Bulak possui 5 keluharan:
- Bulak
- Kedungcowek
- Komplek Kenjeran
- Sukolilo
- Kenjeran